# Голодниця
Голодниця (пол. Hołodnica) — село в Польщі, у гміні Рокитно Більського повіту Люблінського воєводства. Населення — 140 осіб (2011).

## Історія
За даними етнографічної експедиції 1869—1870 років під керівництвом Павла Чубинського, у селі переважно проживали греко-католики, які розмовляли українською мовою.
За німецьким переписом 1940 року, у селі проживало 354 осіб, з них 13 українців і 341 поляк.
У 1975—1998 роках село належало до Білопідляського воєводства.

## Демографія
Демографічна структура станом на 31 березня 2011 року:
|          | Загалом | Допрацездатний вік | Працездатний вік | Постпрацездатний вік |
| -------- | ------- | ------------------ | ---------------- | -------------------- |
| Чоловіки | 74      | 18                 | 47               | 9                    |
| Жінки    | 66      | 11                 | 36               | 19                   |
| Разом    | 140     | 29                 | 83               | 28                   |